# Charles Alain Gabriel de Rohan

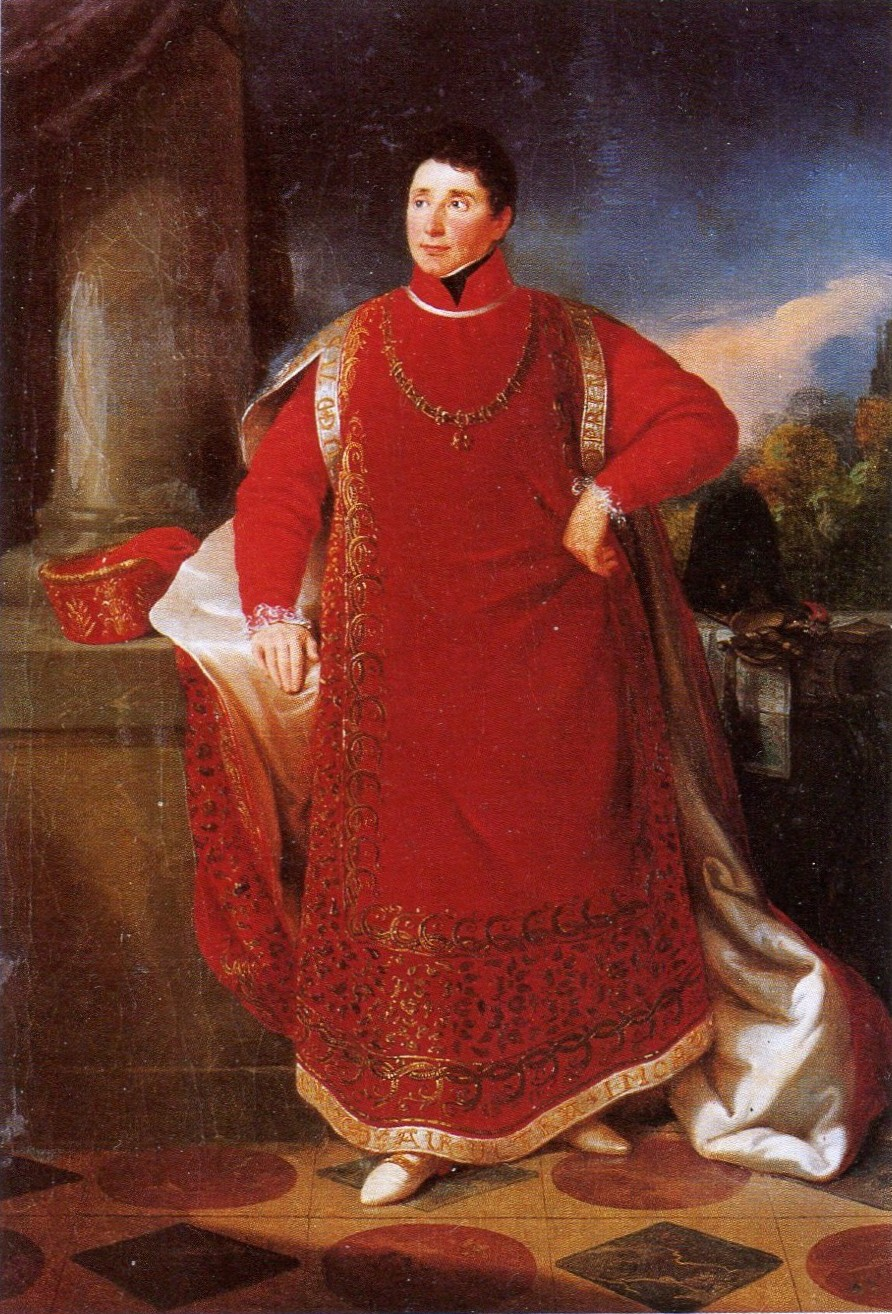
Fürst Charles Alain Gabriel de Rohan

Charles Alain Louis Fürst von Rohan-Guémenée (* 18. Januar 1764 in Versailles; † 24. April 1836 in Prag) war ein Mitglied des französischen Adelsgeschlechtes der Rohan und erhielt am 10. Dezember 1788 den Titel des Herzog von Montbazon. Nach seiner Flucht aus Frankreich wurde er kaiserlich österreichischer Feldmarschallleutnant sowie Ritter des Maria-Theresien-Ordens und des Ordens vom Goldenen Vlies (1823).

## Leben

### Herkunft und Familie
Prinz Charles Alain von Rohan wurde 1764 als der ältere Sohn des Fürsten Henri Louis Marie de Rohan aus dessen Ehe mit Victoire Armande Josephine von Rohan-Soubise, Erbin von Maubuisson und Madame de Clisson geboren. Seine Taufe erfolgte in der Notre Dame durch seinen Großvater mütterlicherseits, Charles de Rohan, prince de Soubise. Als Taufpatin fungierte Julie Louise Gabrielle de Rohan. Die frühe Erziehung des Fürsten von Rohan leitete Madame Marguerite Laurent, die Ehefrau von Jean-Baptiste Clery. Seine Mutter Victoire fungierte als Gouvernante der Kinder von König Ludwig XVI. und von Marie-Antoinette. Zu seinen Cousins gehörten der Prinz von Condé, ein Sohn der Halbschwester seiner Mutter, und Louise Adelaide de Bourbon, Äbtissin von Remiremont. Nach dem Tod des Vaters erhielt Charles Alain den Titel des Fürsten von Rohan und des Herzogs von Montbazon. Er heiratete in der St. Sulpice Kirche zu Paris am 29. Mai 1781 Louise Aglaé de Conflans (1763–1819), mit der er eine Tochter hatte. Nachdem seine Eltern durch zu hohe Schulden bankrottgegangen waren, mussten sie ihren Pariser Familienbesitz, das Hôtel de Rohan-Guémené, verkaufen. Prinz Charles Alain stand vor der Revolution als Offizier im französischen Heeresdienst und führte das von seinem Onkel Kardinal de Rohan finanzierte Regiment de Bazon, das aus einem Infanteriebataillon, zwei Schwadronen Husaren und zwei Artilleriebatterien gebildet wurde.

### Emigration
Infolge der Französischen Revolution emigrierte er 1792 zusammen mit seinem Vater Henri Louis und den beiden Brüdern Viktor und Ludwig von Frankreich nach Österreich, wo er sich in den Dienst Kaiser Leopold II. begab und später im Rahmen des französischen Emigrantenkorps gegen die Revolution kämpfte. Nach dem Tod seines entfernten Cousin Jacques Leopold de La Tour d’Auvergne, erbte er den Titel eines Herzog von Bouillon, denn über seine Großmutter Marie-Louise de La Tour d’Auvergne (1725–1781) war er der nächste Verwandte der Familie. 1808 wurde Charles Alain in den österreichischen Fürstenstand erhoben, erhielt am 24. April 1809 den Titel Fürst von Guéméné.

### Kaiserlicher Heeresdienst

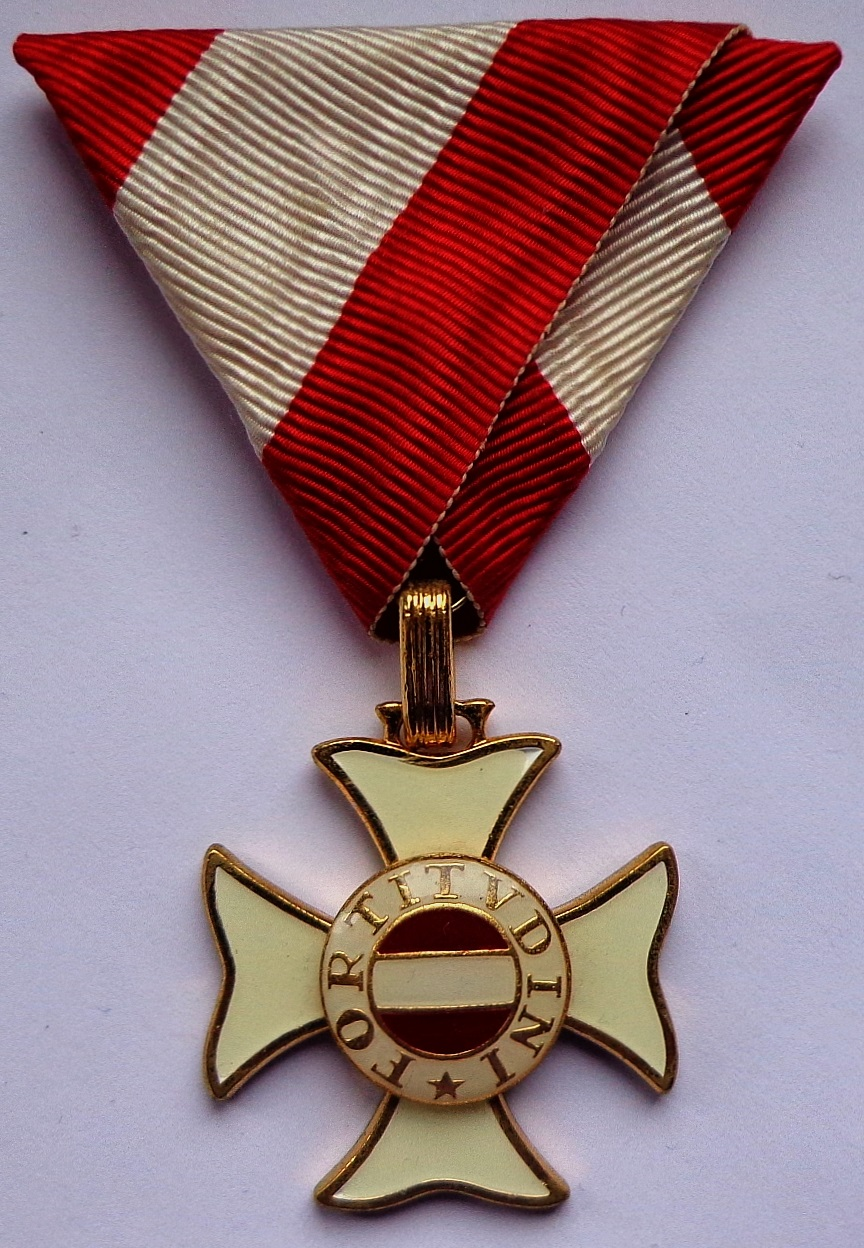
Ritterkreuz des Militär-Maria-Theresien-Ordens

Prinz Charles Alain Louis trat 1798 in die kaiserliche Armee über und wurde im Juni 1798 zum Oberst befördert und Kommandant des 2. leichten Jäger-Bataillons wurde, das in Tirol eingesetzt wurde. Am 8. April 1799 tat er sich bei Cassano am Lago d’Idro hervor, wo er persönlich den Angriff gegen die feindlichen Stellungen von San Antonio leitete und die Einnahme des stark befestigten Punktes erzwingen konnte. Die Wegnahme der Talsperre bei Rocca d’Anfo, ermöglichte den Truppen des General Vukassovich den Vormarsch nach Brescia, wobei die Truppen des Prinzen die rechte Flanke sicherten. Der Angriff ermöglichte die Einnahme von Verderio und die Ausschaltung der französischen Division Serrurier. Nach diesem Erfolg rückten die Truppen des Prinzen über Novara und Vercelli bis auf Ivrea vor, wo er sich der Zitadelle der Festung Bard bemächtigte und damit den Zugang zum Aostatal und die Flanke der Hauptarmee beim Vorgehen auf Turin, sicherte. Am 29. Oktober 1800  wurde er (mit Rang vom 18. Januar 1801) zum Generalmajor befördert. Dem Prinzen wurde am 18. August 1801 das Ritterkreuz des Maria Theresien-Ordens zuerkannt.
1805 kommandierte er in Süddeutschland eine aus Latour-Chevauxlegers und ungarischen Husaren gebildete Kavallerie-Brigade. Seine Truppen schlossen sich beim Rückzug vor den Franzosen dem Korps des Erzherzog Ferdinand an, das nach Böhmen zurückging. Bei diesen Rückzugskämpfen wurde der Prinz von Rohan schwer verwundet und geriet kurzfristig in Gefangenschaft. Nach Abschluss des Preßburger Friedens freigekommen, trat er am 1. Februar 1806 aus dem aktiven aus und erhielt am 2. September 1807 ehrenhalber den Charakter eines Feldmarschallleutnant der österreichischen Armee, deren Dienst er nach Beendigung der Befreiungskriege 1815 vollständig quittierte.

### Letzte Jahre
Als Enkel von Prinzessin Marie Louise Henriette Prinzessin von Bouillon, der letzten ihres Geschlechts, erhob Charles Alain Anspruch auf das Herzogtum Bouillon, das ihm nach dem Beschluss des Wiener Kongresses am 1. Juli 1816 durch einen in Leipzig gefällten Schiedsspruch durch die Kommissarien Österreichs, Preußens und Sardiniens zuerkannt wurde. Unterstützt durch den obersten Justizhof von Lüttich, traten 1824 die Prinzessin Louise von Condé, der Prinz Louis de la Tremouille und die Prinzessin von Pois als Gegen-Prätendenten auf und nahmen trotz des Beschlusses des Wiener Kongresses das Herzogtum Bouillon für sich in Anspruch. Charles Alain protestierte vergeblich dagegen, konnte sich jedoch nur seine eigenen Rechte vorbehalten. Seine Tochter Bertha (4. Mai 1782 – 22. Februar 1841) hatte 1802 ihren Onkel Louis Victor Mériadec de Rohan (1766–1846) geheiratet, der 1836 auch Titel und Wappen des Herzogs von Rohan erhielt. Da auch sein Bruder keine Kinder hatte, gingen seine Titel und Wappen auf seinen Neffen Camille Joseph Philipp Idesbald (1800–1892) über, den Sohn seiner Schwester Maria Louise Theresia. Dem Enkel Camille wurde aufgrund der Verwandtschaft mit der Familie La Tour d’Auvergne auch der Titel des Herzogs von Bouillon zugesprochen. 
Charles Alain von Rohan erwarb das Schloss Sychrov in der Region Liberec und zog sich nach Prag zurück, wo er im Jahre 1836 starb.